# Ergasilus megaceros
Ergasilus megaceros är en kräftdjursart som beskrevs av C. B. Wilson 1916. Ergasilus megaceros ingår i släktet Ergasilus och familjen Ergasilidae. Inga underarter finns listade i Catalogue of Life.